# Visual DataFlex
Visual DataFlex — высокоуровневый, объектно-ориентированный язык программирования 4-го поколения с собственной средой визуального проектирования. Разрабатывается компанией Data Access Corporation и предназначен для быстрого создания (RAD) приложений баз данных, в архитектуре клиент-сервер. Является современным развитием языка DataFlex.

## Назначение
Visual DataFlex используется для построения высоконадёжного корпоративного программного обеспечения, коммерческих продуктов в среде Microsoft Windows, веб и веб-сервисов. Дистрибутив Visual DataFlex включает инструменты визуального проектирования, библиотеку классов, компилятор и отладчик, встроенную базу данных, драйвера для доступа к наиболее популярным СУБД, а также производительный и масштабируемый сервер веб-приложений (Web Application Server).

## Краткая история (возможно)
Первая версия DataFlex (прародителя Visual DataFlex) появилась в конце 1970-х годов и являлась одним из первых тиражных процедурных языков программирования и систем управления базами данных. В середине 1980-х годов была выпущена одна из самых совершенных на тот момент версий системы — DataFlex 2.3b, которая получила очень широкое распространение и популярность, поднявшая компанию Data Access в первую сотню рейтинга IT-компаний. В это же время, язык DataFlex, одним из первых со средой визуального проектирования, появился в (СССР). Основной областью применения была медицина. Продукт активно использовался 4-м Главным Управлением Минздрава СССР («Кремлёвская больница»), Отраслевой поликлиникой  ГУВД по Московской области.
В 1995 году вышла первая объектно-ориентированная версия языка — DataFlex 3.0. универсальность и удобство использования существенно расширили области применения системы.
Первая версия для Microsoft Windows была выпущена в середине 1990-х годов (DataFlex for Windows 3.51), однако не получила широкого распространения вплоть до выхода первой полнофункциональной версии Visual DataFlex 4. С этого момента Visual DataFlex стал стандартом для большого числа компаний-разработчиков программного обечпечения.
Программы, созданные на Visual DataFlex используются более чем на 450 тысячами предприятий и организаций, работающих в области здравоохранения, транспорта, промышленного производства, экономики и финансов, дистрибуции, страхования, сельского хозяйства, армии, полиции и многих других.

## Поддерживаемые платформы
DataFlex по своей природе является кросс-платформенным языком. Вкупе с Visual DataFlex и Web Application Server, комплексная среда разработки поддерживает большинство основных отраслевых стандартов:
- Основные версии UNIX (SCO UNIX, UnixWare, IBM AIX, HP/UX, и Sun Microsystems Solaris)
- Различные версии DOS и консольные режимы Microsoft Windows
- Microsoft Windows, начиная с версии 3.11
- Microsoft Internet Information Server

## Поддерживаемые СУБД
Visual DataFlex имеет встроенную поддержку четырёх промышленных СУБД:
- Oracle
- Microsoft SQL Server
- IBM DB2
- Pervasive SQL

а также любые СУБД по стандарту ODBC. От сторонних разработчиков доступны драйвера данных для:
- PostgreSQL
- MySQL

## Архитектура
Visual DataFlex имеет 3-звенную архитектуру:
Нижнее звеноТаблицы на данном уровне представляют пользовательскую информацию. Словари данных для каждой таблицы определяют правила сохранения, редактирования, удаления и поиска данных.
Среднее звеноОпределяет как таблицы связаны между собой и основные бизнес-процессы обработки данных между таблицами. В том числе осуществляется проверка целостности базы данных и корректность ввода со стороны пользователя.
Верхнее звеноГрафический интерфейс (GUI), который позволяет пользователям вводить, искать, создавать, изменять или удалять данные.

## Отличительные особенности
- Быстрая, простая разработка программ в визуальном режиме
- Встроенный сервер Web-приложений
- Поддержка Интернет-приложений в среде Windows
- Возможность приложениям Windows использовать Интернет
- Создание Web-сервисов и архитектуры на основе сервисов
- Все элементы управления поддерживают работу с базой данных на уровне ядра языка
- Простая интеграция компонентов COM и ActiveX
- Высокий уровень поддержки целостности баз данных
- Многопользовательский режим без написания дополнительного кода
- Многократное использование компонентов программ

## Пример программы
Академический пример программы «Привет мир» на языке Visual DataFlex:

### Вариант 1
```
 Use dfAllEnt
 #Replace CURRENT$WORKSPACE "Hello"
 Use Workspc.pkg
 Object ProgramWorkspace Is a Workspace
   Set WorkspaceName To CURRENT$WORKSPACE
 End_Object
 Send Info_Box 'Привет мир!'
 Abort
```

### Вариант 2
```
 Showln 'Привет мир!'
 Abort
```